# Јапански носач авиона Хирју
Хирју (飛龍) је био јапански флотни носач авиона класе Сорју из Другог светског рата. Сматрао се за веома успешну конструкцију и служио као пример за каснију градњу носача авиона класе Унрју

## Историја пројекта
Хирју се градио по модификованом пројекту носача Сорју. При пројектовању новог носача авиона коришћени су закључцу изведени након зимских маневра морнарице 1934. године. Одбијање јапана да продужи уговор из 1922. године, дали су могуђност инжењерима да увеличају неке од карактеристика бродова, но жеља да се увелича флота носача авиона наложила је да се убрза са изградњом Хирија. За труп су коришћени цртежи од Сорја, но висина је увеличана са једном палубом. У време градње, јапански Војно-поморски биро за аеро-наутику дошао је до закључка, да за усавршавање управљања полетања са брода, острвска надградња треба да се налази колико може близу до центра палубе. На десном боку су се налазили бродски котлови, па је због тога решено да се премести командни мост на левом боку. Такав распоред, заједно са увеличаном ширином полетне палубе за 1 метар, требало је да уравнотежи труп. Тако би по завршетку градње Хирја, Уједињена флота требало да располаже са два флотна носача авиома са командним мостом на десном боку и два са командним мостом на левом боку. Као резултат тога, разрађен је специјални план како треба да дејствују носачи авиона. У десној колони треба да плове Акаги и Хирју, а у левој колони Кага и Сорју. На тај начин би се острвске надградње налазиле са унутрашње старне такве формације, што би олакшало сигнализацију заставицама међу бродовима. Већ при првој проби са модернизованим Акагијем се показало да мост са леве стране ствара велике ветровите вртлоге који отежавају слетање авиона. У то време градња носача авиона Хирју била је при крају и бродоградитељи су одлучили да проекат више не може да се преправи. Количина горива на броду била је увећена за 20% у односу на први брод те класе (Сорју), а самими тим је повећана и даљина пловљења. Котловска постројења остала су иста као и код Сорја. И поред тога што је Хирју имао 1350 тона већу тежину, на испитивањима се јавила разлика у брзини од само 0,2 kn (0,37 km/h). По пројекту се водило рачуна и о оклопу брода. Оклоп на боку је износио 48 mm, у рејону машинског и котловског дела био је 90 mm, а сладиште муниције прекрито је са оклопом од 150 mm. Прва хангарна палуба прекрита је оклопом 25 mm дебљине, а у рејону сладишта муниције са 55 mm. Хангар је био оптимизиран да прима 2 авиона више него на Сорју, но због ограничене висине првог етажа, ту су могли да стану само ловци. Три лифта за авионе и развијен систем за обслуживање авиогрупе, омогућавао је да се сви авиони са носача авиона подигну у року од 20 минута. И наоружање на Хирију је било другачије. Поред стандардних 6 двоцевних универзалних топова 127/40 mm било је постављено и 5 троцевна и 8 двоцевна противавионска топа 25/60 mm. Градња брода почела је 8. јула 1936. године на доку у Јокосуки. Поринуће брода било је 16. новембра 1937. године а уписан је у списак јапанске флоте 5. јула 1939. године.

## Тактичко-Технички подаци
| Стандардна тежина:         | 17.756 тона                           |
| Пуна тежина:               | 20.250 тона                           |
| Дужина:                    | 222.90 метара                         |
| Ширина:                    | 21.30 метара                          |
| Газ (средњи):              | 7.80 метара                           |
| Полетна палуба:            | 216.90×23.00 метара                   |
| Погон:                     | 8 котла „Канпон“                      |
| Снага:                     | 153.000 КС (4 парне турбине)          |
| Брзина:                    | 34,3 kn (63,5 km/h)                   |
| Даљина пловљења:           | 10.330 наутичких миља/18 kn (33 km/h) |
| Количина горива:           | 2800 тона нафте                       |
| Посада:                    | 1120 човека                           |
| Универзална артиљерија:    | 6×2 топа 127                          |
| Противавионска артиљерија: | 5×3 топа 25 + 8×2 25                  |
| Авиогрупа:                 | 68+6                                  |
| Ловци:                     | 14+2 А5М2                             |
| Обрушавајући бомбардери:   | 18+2 Д1А2                             |
| Торпедоносци:              | 36+2 Б4Ј1                             |

## Модернизација
Од увођења у строј па до потапања на Хирију се једино променио састав његове авиогрупе. Током 1941. године авиогрупа на носачу авиона добила је нове типове авиона и мала следећи састав: 12+2 А6М2, 34+2 Б5Н2 и 16+2 Д3А1, а при нападу на Перл Харбор брод је носио 18+3 А6М2, 18+2 Б5Н2 и 18+2 Д3А1. Практично састав авиогрупе остао је непромењен све до његовог потапања.

## У Служби
Носач авиона Хирју био је уписан у састав 2. дивизије носача авиона након ступања у строј. Током целе службе брод је увек дејствовао са носачем авиона Сорју. Био је један од шест јапанских носача авиона која су учествовали у нападу на Перл Харбор 7. децембра 1941. године, као и у другом нападу на острво Вејк 21. децембра 1941. године. Следећа акција носача авиона је Индонезијска операција, кде је Хирју учествује заједно са носачем Сорју у заузимања острва Амбон, а неколико дана дана касније (19. фебруар 1942) заједно са авионима из 1. Ваздушне флоте нападају Дарвин - Аустралија, како би скренули пажњу са тока операције инвазује на Тимор. Са носача Хирју је узлетело 9 авиона А6М2, 18 Б5Н2 и 18 Д3А1, који са осталим авионима из ударне групе бомбардују град и потапају неколико бродова у луци. Након тога брод учествује у заузимању острва Јава и потапању авио-транспортера Ленгли. Почетком априла брод узима учешће у операцији „Ц“. где авиони његове авиогрупе учествују у потапању британских тешких крстарица Дорсетшир и Корнуол, носача авиона Хермес као и неколико помоћних бродова. Поред тога бомбардовали су и места Коломбо и Тринкомали. У време операције „МИ“ брод је поново у саставу 1. ватдушне флоте. Након потапања друга три јапанска носача авиона, Хирју наноси последња два удара против америчке тактичке групе и тешко оштећује амерички носач авиона Јорктаун. За време следећег напада америчких авиона, на Хирју падају четири бомбе од по 454 kg. између поређаних авиона спремних за трећи напад на америчке бродове. Брод је био јако оштећен и ујутру 5. јуна 1942. године потопљен са два торпеда испаљена са јапанских разарача. У бици код Мидвеја настрадала су 750 морнара и пилота са овог брода, а међу њима и контраадмирал Тамон Јамагучи који је инсистирао да потоне са својим бродом, иначе Јамагучи је био после Јамамота највише цењени адмирал у јапанској морнарици.